# Vilanova de la Sal
Vilanova de la Sal es una entidad de población española del municipio de Avellanes-Santa Liña, perteneciente a la provincia de Lérida, en la comunidad autónoma de Cataluña.

## Toponimia
El lugar puede aparecer referido como «Vilanova de la Sal», «Vilanova de las Abellanes» y «Villanueba de la Sal».

## Historia
Hacia mediados del siglo XIX, el lugar, por entonces perteneciente al municipio de Abellanes, tenía contabilizada una población de cuarenta habitantes. Aparece descrito en el decimosexto y último volumen del Diccionario geográfico-estadístico-histórico de España y sus posesiones de Ultramar de Pascual Madoz con las siguientes palabras:

VILANOVA DE LAS ABELLANES, conocida vulgarmente por VILLANUEBA DE LA SAL, por tener unas salinas: l. agregado al distrito municipal de Abellanes, en la prov. de Lérida (6 leg.), part. jud. de Balaguer (3), aud. terr. y c. g. de Barcelona (22), dióc. de Seo de Urgel (16). sit. al pie set. de un monte, cuya cord. se estiende de E. á O.: en clima may frio en invierno y templado en verano, combatido por los vientos del N. y O., padeciéndose calenturas catarrales. Consta de unas 40 casas, inclusa la municipal con habitacion para cárcel, é igl. parr. (Ntra. Sra. de la Asuncion), servida por un cura párroco de término. El cementerio está junto á la igl. en el estremo N. del pueblo. Confina el térm. por el N. con el de Sta. Liña y Abellanas (2/3 leg.); E. Monroig y Camarasa (1/2); S. Llorens y Gerp (1/3), y O., Os (1/4 de hora); se estiende una leg. de N. á S. y 2/3 de E. á O., existiendo dentro de él 6 fuentes de aguas muy buenas, que utilizan los vec. para sus usos. Comprende tambien el monte llamado Montalegre, y el denominado dels Cuatro Batlles, el cual solo pertenece á este térm. en su parte N., criándose en ellos algunos arbustos y pocas yerbas. Sobre el primero de estos dos montes se encuentra una ermita bajo la advocacion de Ntra. Sra. de Montalegre, cuya fiesta se verifica el 1.º de mayo de ca da año. El terreno es de mediana calidad y tierra floja. caminos: el que cruza de Balaguer á Ager, y otros locales en mediano estado. La correspondencia se recibe de Balaguer por cuenta de los mismos interesados. prod.: trigo, centeno, cebada, avena, escaña, patatas, legumbres, vino y aceite; cria ganado lanar, vacuno, boyal y mular para la labranza. ind.: 3 molinos de harina. pobl.: 15 vec., 40 alm. riqueza imp.: 42,631 rs. contr.: el 14'48 por 100 de esta riqueza.
(Madoz, 1850, p. 75)

En la actualidad, pertenece al municipio de Avellanes-Santa Liña. En 2022, la entidad singular de población tenía empadronados 105 habitantes y el núcleo de población, los mismos.